# Girasole
Girasole település Olaszországban, Szardínia régióban, Ogliastra megyében. Lakosainak száma 1350 fő (2023. január 1.). Girasole Tortolì, Villagrande Strisaili és Lotzorai községekkel határos.

## Népesség
A település lakossága az elmúlt években az alábbi módon változott:
| Lakosok száma | 1294 | 1308 | 1350 |
|               | 2017 | 2018 | 2023 |